# Enzo Iacchetti
Enzo Iacchetti, né à Castelleone le 31 août 1952, est un acteur, comédien, présentateur de télévision et chanteur italien. Depuis 1994, il dirige avec Ezio Greggio le programme Striscia la Notizia.

## Biographie
Né à Castelleone le 31 août 1952, Enzo Iacchetti obtient un diplôme de comptabilité et fait ensuite son apprentissage d'animateur en se produisant dans des pizzerias et des restaurants à l'occasion de baptêmes et de mariages. En 1978, il est responsable de la programmation de Radio Tresa, petite station de radio de Lavena Ponte Tresa, et travaille comme orateur et intervieweur. En 1979, il s'installe à Milan, où il commence à se produire au Derby Club aux côtés d'autres humoristes à succès tels que Giorgio Faletti et Francesco Salvi.
En 1981, Il fait ses débuts à la télévision, en jouant une série de blagues pour l'émission de la RAI Il Sabato dello Zecchino puis se fait connaître au début des années 1990 en tant qu'invité récurrent du talk-show Maurizio Costanzo Show sur Canale 5, où il se fait remarquer  pour ses chansons « bonsaï », des chansons d'humour qui durent généralement moins d'une minute et dont les paroles sont surréalistes,. De 1994 à 1995, il est présentateur de la satire Striscia la Notizia. En 1995, il fait ses débuts en tant qu'acteur  dans le film Come quando fuori piove.